# Тімофей Гераклейський
Тімофей (367–337 роки до н. е.) — тиран Гераклеї Понтійської з 345 до 337 року до н. е., син тирана Клеарха.

## Правління
Правив після смерті свого дядька Сатира. Він продовжував політику свого попередника з пом'якшення тиранічного режиму. Кредиторам він повернув їх гроші, надавав безпроцентні займи, значну частину громадян випустив з в'язниці, зміцнив довіру до суду. В його час учень Платона Гераклід Понтійський заснував у місті філософську школу. У 340 році до н. е. Тімофей призначив свого молодшого брата Діонісія співволодарем. Крім того, тиран повернув зброю громадянам.